# 直皖戰爭
直皖戰爭，發生於1920年7月14日，是直系曹錕與皖系段祺瑞為爭奪北京政府統治權，在京津地區的對抗。当时曹锟为地方军区负责人，段祺瑞为民国政府“边防督办”，从法律上来说，直皖战争是一场地方军人抗拒中央政府的军事政变。

## 起因
1916年6月袁世凱死後，恢复民初法统，由副總統黎元洪继任大总统，冯国璋当选副总统。1917年黎元洪與段祺瑞因為對德宣戰案而爭執，但此時黎元洪並無實權，權在段祺瑞、冯国璋等實力派軍人手中，引发第一次府院之争，黎元洪請督軍團盟主张勋率領辮軍入京調停，但張勳突然間擁立清遜帝溥儀，改回帝制，是為张勋复辟。1917年7月，段祺瑞討逆軍驅逐了张勋，也趕走了黎元洪，以馮國璋就任代總統，段祺瑞复任國務總理兼陸軍總長，北洋軍分化为冯国璋直系与段祺瑞皖系。
冯主张“和平统一”。段主张廢除《臨時約法》，取消国会，“武力統一”，派兵討伐孫中山与西南军阀唐继尧、陆荣廷联合的護法運動，引发第二次府院之争。1917年8月段任命亲信傅良佐为湖南督军，趁机扩张皖系势力。直系前线军官罢兵反战。直皖两系出現公开矛盾。
1918年8月2日直系将领吳佩孚通电罢战北歸。8月12日北京安福國會開幕，9月4日国会选举徐世昌為總統，直系馮國璋任期屆滿，馮段二人相約共同下野，段祺瑞同时辞去总理职务，但是在幕后控制國務院。
1919年五四運動中，直系暗中支持山東、湖北各地示威浪潮，以打擊段氏政府，令其民意支持度下降，12月馮國璋病逝，直皖之爭逐尖锐化，曹锟、吴佩孚开始策划倒皖，矛头直指徐树铮及安福系。

## 過程
1920年4月，曹锟在保定召开直、蘇、赣、鄂、豫、奉、吉、黑八省军阀代表会议，结成八省反皖同盟。5月，曹锟令吳佩孚自衡陽率直軍北上至保定。7月1日，曹錕、吳佩孚發表《直軍將士告邊防軍將士書》。7月4日直系迫使总统徐世昌撤销徐树铮西北边防总司令职务，調任徐樹錚為「遠威將軍」虚职。段祺瑞大怒，強迫徐世昌于7月8日给予吳佩孚撤职处分。与此同时，直系皖系双方进入总动员状态。
7月14日，戰爭遂告爆發。兩軍在京漢鐵路線上的涿州、高碑店、琉璃河一帶和津京鐵路開戰。
直軍號稱討逆軍，分為兩路，以西路（北京至保定的京漢鐵路沿線）為主攻方向，吳佩孚為前敵指揮部總司令兼西路總指揮。曹瑛任东路总指挥，另派第一混成旅旅长王承斌驻郑州，为后路总指挥。
皖系方面号称定國軍，段祺瑞为总司令，徐树铮为副总司令兼参谋长，段芝貴为前敵指揮部总司令。一開始直系攻勢略挫，皖系西路第1師師長曲同丰率部猛襲直軍，直軍退出高碑店。皖系东路徐樹錚以西北邊防軍四獨立旅進攻張莊、蔡村、楊村。
7月15日，上海114个团体通电支持吳佩孚。
7月17日，吳佩孚率兵突襲松林店，活捉曲同丰，皖系西路潰退。接著直軍佔領涿州並向長辛店追擊。皖系东路徐樹錚部追赶直軍到北倉、李家嘴一帶，這時奉軍大軍壓境，與直軍結合，反败为胜。
7月19日，段祺瑞被迫辭職。這次戰爭歷時5日，皖軍大敗，數萬新组建的邊防軍大半覆沒。
7月23日，直奉兩軍至北京，接收了南北苑營房，下令解散安福國會，通緝王揖唐、徐樹錚、段芝貴等10人。徐樹錚等逃往日本。7月26日，徐世昌撤销对吴佩孚处分。

## 後事
此次战争双方共伤亡200多人，戰後曹錕被徐世昌總統任命為直、魯、豫三省巡閱使，吳佩孚為副使，並成立了直魯豫巡閱副使署。
与此同时，直系与旧桂系陆荣廷联络，相约直系于北京驱逐皖系段祺瑞，而旧桂系于广东驱逐孙中山。在“直皖战争”爆发之后不久，1920年8月11日，旧桂系部队进攻盘踞在潮汕地区的陈炯明建国粤军，是为第一次粤桂战争。